# Bow Wow (album)
Bow Wow è il quarto album in studio del gruppo bolognese Forty Winks. Registrato nel marzo 2011 dopo sei anni dalla pubblicazione dell'omonimo Forty Winks, l'album si presenta con uno stile piuttosto diverso dagli altri, più indirizzato all'alternative rock che al punk, con sonorità britpop e rock and roll e l'utilizzo di tastiere e sintetizzatori (in Mannequins). Di Beneath her feet, prima traccia del disco, è stato realizzato un videoclip pensato e diretto dall'Opificio Ciclope di Bologna, girato nel maggio 2012 nella provincia della stessa città emiliana.

## Tracce
1. Beneath her feet – 3:07
2. Meet you at the bar – 2:47
3. Mannequins – 3:31
4. Way out – 3:21
5. One last round – 2:21
6. I feel dead – 4:44
7. 63, Fortess Road – 1:54
8. Dirt in the creek – 3:44
9. Outta love – 2:39
10. Somersault – 2:50
11. Whatever – 3:51
12. Ain't good enough – 1:09

## Formazione
- Sandro Amabili – voce, chitarra
- Roberto Muzzioli – basso
- Andrea Cristallini – chitarra e voce
- Francesco Salomone – batteria